# Scaptonyx fusicaudus
Scaptonyx fusicaudus — вид кротів родини Talpidae. Зустрічається в Китаї, В'єтнамі та М'янмі. Другим видом роду є Scaptonyx affinis, який у 2025 році визнали окремішнім.

## Таксономія
Вид є єдиним видом в роду Scaptonyx і трибі Scaptonychini. У Китаї визнано принаймні два підвиди: S. f. affinis зустрічається в Юньнані та Гуйчжоу, S. f. fusicauda в Сичуані, Шеньсі та Гуйчжоу.

## Екологія
Цей кріт проводить своє життя під землею. Він був знайдений на відносно високих висотах 2000–4100 метрів і, здається, віддає перевагу вологим хвойним гірським лісам. Їжею служать мурахи, комахи і дощові черв'яки, а також м'які корені і стовбури.

## Морфологічна характеристика
Це один із найменших кротів із довжиною голови й тулуба від 7.2 до 9.0 см. Довжина хвоста становить від 2.9 до 4.5 см, що становить приблизно 37-51% довжини решти тіла. Тварини, досліджені з Сичуані, мали значно довші хвости, ніж тварини з Юньнаню. Маса тіла коливається від 9.8 до 13.8 грамів. За своїм зовнішнім виглядом довгохвостий кріт багато в чому схожий на справжніх кротів (talpini), але в цілому його тіло дуже маленьке. Зовнішніх вух не видно, малі очі прикриті прозорою шкірою. Морда довга, хрящова і гола, за винятком кількох вусів. Коротке м'яке хутро на спині темно-сіро-коричневого кольору, низ трохи світліший. З боків тіла є розкидані білуваті волоски. Хвіст відносно товстий біля основи і звужується до кінчика. Волосся тут має попелястий або світло-коричневий колір. Кінцівки вузькі; передні кінцівки мають міцні рийні кігті, дещо сплюснуті з боків; на задніх кінцівках кігті подовжені. Верх лап лускатий. Довжина задньої лапи 1.4–1.7 см.